# Hanashikaの時間。
『hanashikaの時間。』（はなしかのじかん）はラジオ大阪（OBC）で2019年4月1日から2025年3月27日まで毎週月 - 木曜日の18:00 - 19:45（JST）に放送していた生ワイド番組。タイトルの頭文字はアルファベットの小文字（h）で、ラジオの番組表などでは、「ハナシカ。」という略称を用いることもあった。

## 概要
タイトルに"hanashika"（噺家）を冠している通り、上方落語で活躍する松竹芸能所属の落語家が、日替わりでメインパーソナリティを担当。同社所属の女性芸人・タレントが、日替わりでアシスタントを務める。
2019年3月28日（木曜日）まで放送されていた『熟メン!野村啓司です』から放送枠を引き継いでいるほか、同番組の初代アシスタントだった小川恵理子を火曜日のアシスタントに起用。年度下半期には、『熟メン!』に続いて、『ココロのオンガク 〜music for you〜』（文化放送制作）の月 - 木曜分を18:45 - 19:00に同時ネット方式で2023年度まで内包していた。その一方で、歌謡曲や演歌を主に取り上げていた『熟メン!』から一転して、パーソナリティ陣の体験や趣味にまつわるトークや、落語関連のイベント情報を中心に放送した。
なお、ラジオ大阪では当番組を開始した2019年の4月から、「ラジオ大阪交通情報」（日本道路交通情報センター大阪事務所からの生中継による関西圏向けの道路交通情報）の定時放送を休止していた。しかし、2024年4月1日（月曜日）から日曜以外の曜日に一部の時間帯で放送を再開したことに伴って、当番組では同日から「ラジオ大阪交通情報」の（月 - 木曜日における最終）放送枠を18:10頃に編成。また、『ココロのオンガク』が2023年度で完全に終了したことを受けて、2024年度の下半期には『みんなの音楽室』（後継番組）から月 - 木曜分を内包していた。
2025年3月27日（木曜日）放送分で番組を終了し当時間帯の生ワイド番組枠を廃止、後番組には『OBCミュージックゾーン』としてかしわプロダクション制作の音楽番組を購入し放送する。

## パーソナリティ
- 月曜日 - 笑福亭鉄瓶・松本美香
- 火曜日 - 桂小春團治・小川恵理子
  - 小川は2024年4月から、当番組の本番前にもラジオ大阪で『笑福亭松喬の笑えば大吉』（14 - 16時台の生ワイド番組）のパートナーを担当。
- 水曜日 - 笑福亭晃瓶・近藤綾香
- 木曜日 - 笑福亭鶴二・内海英華

### 代役
- 笑福亭生喬（小春團治の代役[1]）
- 森乃石松（鶴二[2]、鉄瓶[3]、小春團治[4]の代役）
- 小川恵理子（英華の代役[5]）
- 笑福亭喬介（鶴二の代役[6]）
- 近藤綾香（小川[7]、松本[8]の代役）
- 松本美香（英華の代役[9]）

## タイムテーブル
「　」内は放送上のタイトルで、生放送番組のため、時間帯は目安。

- 18:00 　オープニング
  - パーソナリティ陣のフリートークから、リスナーに募集するメッセージテーマを決定。そのテーマに沿ったメッセージを、エンディングまでに電子メールとFAXで受け付ける。
- 18:20 　「ゲストの時間。」
  - 落語家（所属事務所は不問[10]）や演歌歌手などをゲストとして招くとともに、そのゲストが出演するイベントの情報を告知する。
- 18:45  文化放送（ラジオ大阪が加盟するNRN幹事局の1つ）が全国ネット向けに制作する帯番組（年度下半期のみ月 - 木曜分を内包）
  - 2023年度までは『ココロのオンガク 〜music for you〜』、2024年度からは『みんなの音楽室』（後継番組）を放送。
- 19:00 　落語家がメインで進行する日替わり企画
  - 月曜日：「リスナーと遊ぼう〜鉄瓶川柳道場〜」
    - 週替わりのテーマを基にリスナーから川柳を募る。

  - 火曜日：「小春團治のキネマの時間。」
    - 一時は年に100本もの映画を鑑賞することを自身に課していた小春團治が、往年の名作から最新作に至るまで、自身が感銘を受けた映画を紹介する。

  - 水曜日：「晃瓶のよもやまな時間。」
    - 『鶴瓶・新野のぬかるみの世界』（かつてラジオ大阪で日曜日の深夜に放送されていた人気番組）をきっかけに笑福亭鶴瓶への弟子入りを果たした晃瓶が、他局のラジオ番組で20年以上にわたってパーソナリティを務める経験などを踏まえて、さまざまな話題を自由に披露する。

  - 木曜日：「TSURUJIの時間。」
    - 6代目笑福亭松鶴にとって最後の弟子である鶴二が、松鶴からの教え、高座での経験、思い出の余興、苦労話などをはんなりとした口調で語る。
- 19:20 　アシスタントがメインで進行する日替わり企画
  - 月曜日：「松本美香のアイドル白書!」
    - 昭和時代から平成時代を経て、令和時代にまでアイドルの応援を続ける松本が、老若男女を問わず、アイドルに対する思いの丈を激白する。
    - 2021年7月26日より当コーナーの前に桂治門（小春團治の弟子[11]）が担当する「桂治門の治門自答」が開始。

  - 火曜日：「バック・トゥ・ザ・エリコ」
    - （ラジオ大阪を含む）在阪各局の番組にとどまらず、TBSラジオ制作のラジオ番組でもパーソナリティやアシスタントを務めた経験を持つ小川が、若かりし頃の淡い想い出を振り返る。オープニング・エンディングのジングルは松任谷由実「メトロポリスの片隅で」。

  - 水曜日：「綾香のAYAKAダイアリー」
    - ラジオ大阪の番組に初めてレギュラーで出演する近藤が、自分なりに気になったことや、放送日までの1週間に身辺で起こったこと（お茶子を務めた落語会での出来事など）を語る。

  - 木曜日：「内海英華の口三味線!」
    - 寄席三味線演奏の第一人者にして、女道楽芸で芸術祭大賞を受賞した経験もある英華が、過去に立った舞台や芸人たちとの忘れられないエピソードなどを、虚実ない交ぜに語り継いでいく「芸界実録記」。放送中に三味線の演奏を披露することもある。
- 19:40 エンディング

### 過去のコーナー
- 月曜日：「鉄瓶のホンネの時間。」（2019年4月 - 9月23日）
  - 所属するサークルやクラブの活動を宣伝したい学生をスタジオに招く企画で、出演する学生の「ホンネ」（本音）に鉄瓶が接近。当番組の公式メールアドレス（874@obc1314.co.jp）で、出演の希望を受け付けていた。
- 月曜日：「鉄瓶の若手をわかって〜」（2019年9月30日 - 2020年3月23日）
  - 鉄瓶が後輩の落語家に電話をして、後輩が思っていることを聞き出す。
- 月曜日：「〜オズグランデ presents〜 今夜はあなたに会いたいの」（2019年12月 - 2020年春頃）
  - 出演は田口万莉[12]とオズグランデのキャスト。「松本美香のアイドル白書!」は同コーナーの後に5分程度短縮して放送していた。
- 火曜日：「メモリアルアートの大野屋ノ寄席no時間[13]」（2019年10月1日 - 10月22日）
  - メモリアルアートの大野屋提供。ラジオ大阪制作だが、東京の落語家による、葬祭にまつわる創作落語を流した。「バック・トゥ・ザ・エリコ」を差し替える形で放送。